# Готье, Кэти
Кэ́ти Готье́ (англ. Cathy Gauthier; 5 июня 1961, Виннипег, Манитоба, Канада) — канадская кёрлингистка и спортивный комментатор.
Играла на позиции второго.
Серебряный (1995) и бронзовый (1992) призёр чемпионатов мира. Трёхкратный чемпион Канады (1992, 1995, 2005).
В 2007 году ввёдена в Зал славы канадского кёрлинга.

## Команды
| Сезон   | Четвёртый       | Третий              | Второй        | Первый          | Турниры                       |
| ------- | --------------- | ------------------- | ------------- | --------------- | ----------------------------- |
| 1991—92 | Конни Лалибёрте | Лори Аллен          | Кэти Готье    | Джанет Арнотт   | ЧК 1992 · ЧМ 1992             |
| 1992—93 | Конни Лалибёрте | Лори Аллен          | Кэти Готье    | Джанет Арнотт   | ЧК 1993 (5-е место)           |
| 1993—94 | Конни Лалибёрте | Karen Purdy         | Кэти Готье    | Джанет Арнотт   | ЧК 1994                       |
| 1994—95 | Конни Лалибёрте | Кэти Овертон        | Кэти Готье    | Джанет Арнотт   | ЧК 1995 · ЧМ 1995             |
| 1995—96 | Конни Лалибёрте | Кэти Овертон-Клэпем | Кэти Готье    | Джанет Арнотт   | ЧК 1996                       |
| 2004—05 | Дженнифер Джонс | Кэти Овертон-Клэпем | Джилл Оффисер | Кэти Готье      | ЧК 2005 · ЧМ 2005 (4-е место) |
| 2013—14 | Lois Fowler     | Морин Бонар         | Кэти Готье    | Allyson Stewart | ЧКВ 2014                      |
| 2014—15 | Lois Fowler     | Морин Бонар         | Кэти Готье    | Allyson Stewart | ЧМВ 2015                      |

(скипы выделены полужирным шрифтом)

## Частная жизнь
Работает на постоянной основе в аппарате правительства Канады. Кроме того, работает телекомментатором и аналитиком на телетрансляциях различных турниров по кёрлингу для телекомпаний: в Виннипеге — en:TSN и Global TV, на национальном уровне — en:Rogers Sportsnet.
Также иногда работает как волонтёр-тренер по кёрлингу: занимается с юниорскими командами (в частности, той, где играет её дочь Гаэтенн), а в 2010—2011 тренировала команду своей бывшей партнёрши по команде Дженнифер Джонс, Кэти Овертон-Клэпем, готовя их к чемпионату провинции Манитоба и затем к чемпионату Канады 2011 (где команда Овертон-Клэпем, в частности, выиграла у команды Дженнифер Джонс на круговом этапе).
Замужем, муж Рон (англ. Ron, Готье?), у них двое детей — дочь Гаэтенн (англ. Gaetanne, род. 1996; тоже играет в кёрлинг, пока на уровне юниоров провинции Манитоба) и сын Жак (англ. Jacques, род. 1998).